# Kateřina
Kateřina je ženské křestní jméno.

## Původ a význam
Jméno Kateřina pochází původně ze starořeckého ženského křestního jména aikaterine. Původ tohoto jména je nejasný. Může pocházet z řeckého slova „hekateros“ (česky každý z obou) nebo má základ ve jméně řecké bohyně Hekaté. Jméno Kateřina znamená čistá, cudná, mravná.
Římané mylně odvozovali původ z řeckého adjektiva „katharos“ (čistý) a připojovali souhlásku „h“, aby dokázali spojení právě s tímto slovem.
Zdrobnělá varianta Rina znamená píseň, radost v hebrejštině, roztavená, rozplynulá v sanskrtu a zelenina z vesnice v japonštině.

## Domácké podoby
Katka, Káťa, Káča, Kačka, Kačenka, Katuška, Kaťulka, Kačule, Kačulka, Kačulda, Kačí, Kačaba, Kačulík, Kačuše, Kateřinka, Kátis, Kaťu, Kaťule, Kátík, Katynka   

## Data jmenin
- 25. listopadu – oficiální datum podle občanského kalendáře, sv. Kateřina Alexandrijská
- 24. března – v církevním kalendáři sv. Kateřina Švédská,
- 29. dubna – v církevním kalendáři sv. Kateřina Sienská.

## Statistické údaje
Následující tabulka uvádí četnost jména v ČR a pořadí mezi ženskými jmény ve srovnání dvou roků, pro které jsou dostupné údaje MV ČR – lze z ní tedy vysledovat trend v užívání tohoto jména:
| Rok       | Četnost       | Pořadí   |
| 1999      | 92 691        | 12.      |
| 2002      | 95 623        | 12.      |
| 2007      | 107 560       | 9.       |
| 2016      | 118 127       | 20.      |
| Porovnání | o 25 436 více | o 8 hůře |

Změna procentního zastoupení tohoto jména mezi žijícími ženami v ČR (tj. procentní změna se započítáním celkového úbytku žen v ČR za sledované tři roky) je +4,0 %, což svědčí o nárůstu obliby tohoto jména.
V lednu 2006 se podle údajů ČSÚ jednalo o 3. nejčastější ženské jméno mezi novorozenci.

## Varianty jména
- anglicky: Catherine, Catharine, Cathryn, Kate, Katie, Kathleen, Kateline, Kitty, Cathy, Katy, Katrina, Kat, Callie
- baskicky: Katalin nebo Katerin
- bretonsky: Kattel
- bulharsky: Katriška, Katina
- česky: Katka, Káča, Kača, Kačka, Kačenka, Kačena, Káťa, Katy, Katuška, Kaťuška, Kačaba
- dánsky: Karen, Katrin
- finsky: Kaarina, Katriina
- francouzsky: Catherine, Cateline
- irsky: Caitlíona
- italsky: Caterina, Rina
- maďarsky: Katka, Kata, Katalin, Katalyn, Katica
- německy: Catharina, Katherine, Katarina, Kathrina, Katherina, Katerina, Kati, Katie, Kathi, Kathrin, Katrin, Cathrin, Catrin, Kathrein, Katri, Käthe, Käthi, Katha, Karin, Karina, Carina, Katja, Catena
- nizozemsky: Katrijn, Karianne, Katelijne, Katrien
- norsky: Kaia, Kaja, Kajsa, Katarina, Katharina, Kathrina, Kathrine, Karen, Kari, Karin, Karina, Karine, Katrine
- polsky: Katarzyna, Kasia, Kaśka
- portugalsky: Catarina
- rusky: Jekatěrina (Екатерина), Kaťa, Katěňka, Kaťuša, Kaťuška
- řecky: Aikaterine (starořecky), Katina (novořecky)
- slovensky: Katka, Kata, Katarína, Kačka, Kačenka, Katuľka
- slovinsky: Katice
- srbsky: Katarina, Katrina, Kaća, Katica, Tina
- španělsky: Catalina
- švédsky: Kai, Katarina, Karin, Karen, Karena, Kaj, Kay, Kaja, Kari, Kata
- ukrajinsky: Kateryna, Katrusja, Kaťa, Katerynka

## Známé nositelky jména

### Světice
- sv. Kateřina Alexandrijská
- sv. Kateřina Sienská
- Hekaté, řecká bohyně

### Vládkyně a šlechtičny
- Kateřina I. Alexejevna (1684–1727), ruská carevna, druhá žena Petra I. Velikého
- Kateřina II. Veliká (1729–1796), ruská carevna
- Kateřina Aragonská (1485–1536), anglická královna
- Kateřina z Braganzy (1638–1705), anglická královna
- Kateřina Braniborsko-Küstrinská (1549–1602), braniborská kurfiřtka
- Kateřina Francouzská, více osob, rozcestník
- Kateřina Habsburská, více osob, rozcestník
- Kateřina Howardová (1520–1525?–1542), pátá žena anglického krále Jindřicha VIII. Tudora, anglická královna
- Kateřina Jagellonská (1526–1583), švédská královna
- Kateřina Klevská (1417– 1479), vévodkyně z Guelders
- Kateřina Medicejská (1519–1589), francouzská královna
- Kateřina Parrová (1512–1548), anglická královna
- Kateřina z Poděbrad (1449–1464), česká princezna a uherská královna, dcera krále Jiřího z Poděbrad
- Caterina Sforza, vládkyně Imoly a Forli (1463–1509)
- Kateřina de Strada, italská šlechtična
- Kateřina Uherská († 1355), dcer uherského krále Karla I. Roberta a svídnická kněžna
- Kateřina z Valois, více osob, rozcestník

### Ostatní
- Kateřina Baďurová, česká atletka
- Kateryna Voloďková, ukrajinská tenistka
- Kateřina Brožová, česká herečka a zpěvačka
- Kateřina Cachová, česká atletka
- Kateřina Čechová, česká atletka
- Catherine Deneuve, francouzská herečka
- Kateřina Englichová, česká hudebnice, harfistka
- Kateřina Marie Fialová, česká divadelní herečka a stepařka
- Kateřina Galíčková, česká basketbalistka
- Katharine Hepburn, americká filmová herečka
- Kateřina Hilská, česká překladatelka
- Kateřina Kaira Hrachovcová, česká herečka
- Kateřina Jacques, česká politička
- Kateřina Janouchová, česká spisovatelka
- Kateřina Janečková, česká herečka
- Kateřina Kněžíková, česká operní pěvkyně
- Kateřina Konečná, česká politička
- Kateřina Kornová, česká herečka, modelka a moderátorka
- Kateřina Kristelová, česká moderátorka
- Kateřina Kůrková-Emmons, česká sportovkyně, střelkyně, olympijská vítězka
- Kateřina Lojdová, více osob, rozcestník
- Kateřina Macháčková, česká herečka
- Kateřina Nash, česká bikerka, cyklokrosařka, běžkyně na lyžích
- Kateřina Neumannová, česká závodnice v běhu na lyžích, olympijská vítězka
- Kateřina Němcová, česká šachistka
- Kateřina Průšová, česká modelka
- Katharine Ross, americká herečka
- Kateřina Stočesová, česká modelka
- Caterina Scorsone, italsko-kanadská herečka
- Kateřina Smržová, česká modelka
- Kateřina Šedá, česká výtvarnice
- Kateřina Marie Tichá, česká popová písničkářka a zpěvačka
- Kateřina Zemanová – dcera prezidenta České republiky Miloše Zemana

### Jiné Kateřiny
- Káťa Kabanová – opera od Leoše Janáčka
- paní Kateřina – loutková divadelní postava z Divadla Spejbla a Hurvínka
- teta Kateřina – literární postava z knihy Saturnin
- Kateřina – hlavní představitelka ze Shakespearovy komedie Zkrocení zlé ženy
- Katharina Lamprecht – fiktivní postava ze seriálu Kobra 11
- Katherine Solomon – fiktivní postava z knihy Dana Browna Ztracený symbol

### Nositelky Katja
- Katja Boh (1929–2008) – slovinská socioložka, diplomatka a politička
- Katja Ebbinghausová (* 1948) – západoněmecká tenistka
- Katja Gerberová (* 1975) – německá judistka
- Katja Kadič (* 1995) – slovinská sportovní lezkyně
- Katja Kippingová (* 1978) – německá politička
- Katja Lange-Müllerová (* 1951) – německá spisovatelka
- Katja Nassová (* 1968) – německá šermířka
- Katja Rupéová (* 1949) – německá herečka
- Katja Seizinger (* 1972) – slovinská sportovní lezkyně
- Katja Wächterová (* 1982) – německá šermířka
- Katja Woywoodová (* 1971) – německá herečka

### Nositelky Katrin
- Katrin Heß (* 1985) – německá herečka
- Katrin Krabbeová (* 1969) – východoněmecká a německá atletka, sprinterka
- Katrin Mattscherodtová (* 1981) – německá rychlobruslařka
- Katrin Sass (* 1956) – německá herečka
- Katrin Sedlmayer (* 1978) – rakouská sportovní lezkyně
- Katrin Zellerová (* 1979) – německá běžkyně na lyžích

## Jména míst
- St. Catharines, Ontario, Kanada
- Sankt Kathrein, Rakousko
- Hora Svaté Kateřiny, Česko
- viz také Kateřina (rozcestník)